# Kanton Rennes-Centre-Sud
Rennes-Centre-Sud is een voormalig kanton van het Franse departement Ille-et-Vilaine. Het kanton maakte deel uit van het arrondissement Rennes.
Het kanton omvatte uitsluitend een deel van de gemeente Rennes.